# Камка (Корюковский район)
Ка́мка (укр. Камка) — село в Корюковском районе Черниговской области Украины. Население 330 человек. Занимает площадь 1,625 км². На территории села находится курганный могильник XI века.
Код КОАТУУ: 7422484001. Почтовый индекс: 15330. Телефонный код: +380 4657.

## Власть
Орган местного самоуправления — Камковский сельский совет. Почтовый адрес: 15331, Черниговская обл., Корюковский р-н, с. Камка, ул. Центральная, 1.